# ریچارد مالیگن
ریچارد مالیگن (انگلیسی: Richard Mulligan; ۱۳ نوامبر ۱۹۳۲ – ۲۶ سپتامبر ۲۰۰۰) هنرپیشه اهل ایالات متحده آمریکا بود. وی بین سال‌های ۱۹۶۰ تا ۲۰۰۰ میلادی فعالیت می‌کرد.
از فیلم‌هایی که وی در آن نقش داشته‌است، می‌توان به الیور و دوستان و بزرگ‌مرد کوچک اشاره کرد.